# Mońki
Mońkiⓘ é um município no nordeste da Polônia. Pertence à voivodia da Podláquia, no condado de Mońki e a sede da comuna urbano-rural de Mońki. Nos anos 1975–1998, a cidade pertencia administrativamente à voivodia de Białystok.
Estende-se por uma área de 7,7 km², com 9 391 habitantes, segundo o censo de 31 de dezembro de 2024, com uma densidade populacional de 1 226 hab./km².

## História

### Até o final da Segunda Guerra Mundial
A vila de Mońki foi fundada no início do século XVI pela família Mońków como um remanso nobre, recebido em 1535 por Mikołaj Kaczorowski. No período polonês antigo, eles estavam localizados na região de Bielsk. Como resultado das partições, a partir de 1795 estava sob o domínio prussiano e a partir de 1815 sob o governo russo. Em 1881, foi construída uma estação ferroviária, junto à qual foi construída um pequeno conjunto habitacional. Devia alguma importância à presença do quartel russo nas proximidades (localizado em Hornostaje).

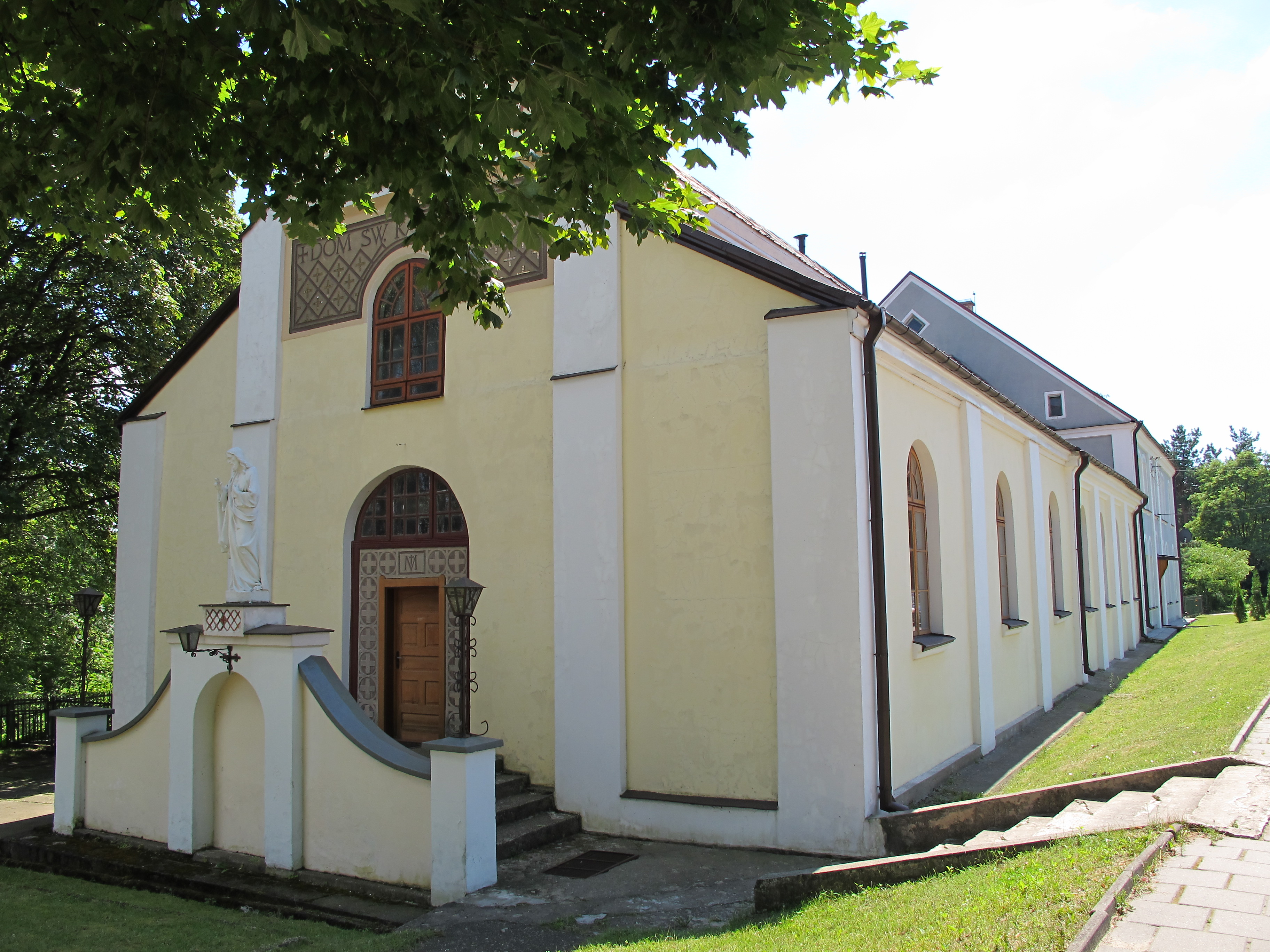
Capela de São Casimiro em Mońki, ao lado do vicariato

Em 1914, o 62.º Regimento de Infantaria de Suzdal foi deslocado para Mońki. Durante a Primeira Guerra Mundial, os alemães (8.º Exército) cercaram a fortaleza próxima em Osowiec, usando gases de combate (cloro), mas os edifícios em Mońki não foram destruídos. O censo de 1921 distinguiu uma fazenda, uma estação ferroviária e uma vila chamada Mońki, que tinha um total de 212 habitantes e 35 edifícios residenciais. No período entre guerras, Mońki tornou-se parte da comuna de Kalinówka no condado de Białystok. Ela se tornou a sede da paróquia e, nos anos 1921–1935, foi construída uma igreja neobarroca projetada por Stefan Szyller. O primeiro pároco foi a partir de 22 de dezembro de 1920, Pe. Mieczysław Małynicz-Malicki. Foi construída uma estação ferroviária, uma escola primária e desenvolvido o comércio e o processamento de alimentos. O crescimento do assentamento resultou na ideia de organizar seus edifícios, bem como considerar a voivodia de Białystok nos projetos sobre o futuro.
Com a eclosão da Segunda Guerra Mundial e a ocupação do leste da Polônia pela União Soviética, um departamento do NKVD foi fundado em Mońki. A vila também se tornou a sede da região de Mońki, mas logo foi transferida para Knyszyn. Um dos postos de comando foi instalado aqui durante a ocupação alemã. Durante a retirada desta área, os nazistas explodiram a igreja paroquial em Moniec. Mońki foi capturada em 12 de agosto de 1944 pelas tropas do 49.º Exército do Tenente-General I. Grishin na chamada “Operação Osoviana”.

### Após 1945

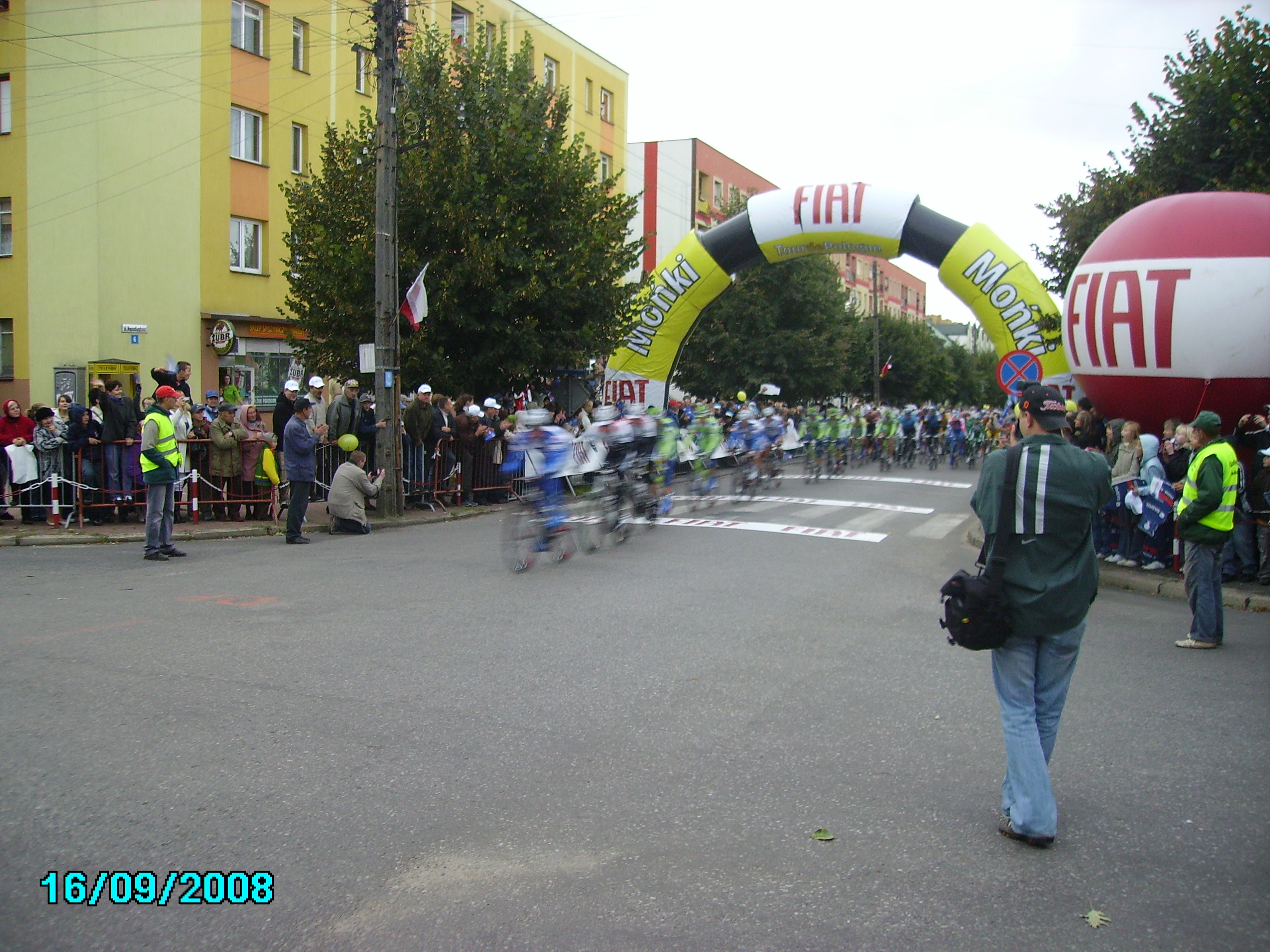
Linha de chegada na avenida Niepodległości em Mońki — 3.ª etapa da Volta à Polônia 2008 (Mikołajki → Białystok, 16.09.2008)

Após a guerra, as autoridades locais da comuna de Goniądz encontraram sua sede temporária, apesar de o assentamento fazer parte da comuna de Kalinówka. Nos anos 1954–1975, Mońki foi a sede do condado, apesar de ter sido concedido direitos de cidade apenas em 1 de janeiro de 1965. Em 1958, Czesław Gartych tornou-se o presidente do Presidium do Conselho Nacional do Condado. Com a criação do centro distrital em Mońki, seu desenvolvimento acelerou. Foi iniciada a pavimentação das ruas e a construção de blocos de apartamentos e prédios públicos. Desde 1964, existe uma escola secundária geral (atualmente chamada de Cyprian Kamil Norwid) na cidade. Em maio de 1972, a Moniecka Dairy Cooperative foi fundada como resultado da fusão das cooperativas de laticínios de Dolistowo e Krypna. Em 1983, foi construída a Fábrica de Montagem de Elementos Discretos Unitra CEMI. Em 1987, a cerimônia diocesana de aceitação de uma cópia da pintura milagrosa de Nossa Senhora de Częstochowa ocorreu com a participação de cardeais e bispos. Desde a reforma administrativa em 1999, a cidade é novamente a sede do condado.

## Símbolos
Mońki era conhecida pelo cultivo de batatas, e a flor desses vegetais foi incluída no brasão da cidade. A partir de 1977, foi organizado o Festival da Batata. Em 2008, o evento foi reativado em uma nova fórmula como “Festival da Batata em Mońki. Feira de Produtos Orgânicos e Fronteiriços”.
Nos tempos da República Popular da Polônia, Mońki era um local de emigração econômica para os Estados Unidos. Atualmente, eles têm uma grande comunidade polonesa neste país, especialmente em Chicago. Por isso, há piadas relacionadas a esse fato na região e também entre os poloneses americanos.

## Arquitetura e urbanismo
O desenvolvimento intensivo de Mońki ocorreu após a Segunda Guerra Mundial, relacionado à criação de um condado aqui. Existem apenas alguns objetos de antes desse período. Trata-se principalmente de edifícios relacionados com o assentamento ferroviário e a paróquia: a igreja neobarroca de Nossa Senhora de Częstochowa e de São Casimiro, construída em 1921–1935 de acordo com um projeto de Stefan Szyller, reconstruída em 1947 e 1957–1966, com uma capela com presbitério e um edifício da estação ferroviária. Por outro lado, o período de construção da cidade resultou na construção de inúmeros blocos de apartamentos e edifícios modernistas simples, que dominam o desenvolvimento.

### Arranjo espacial

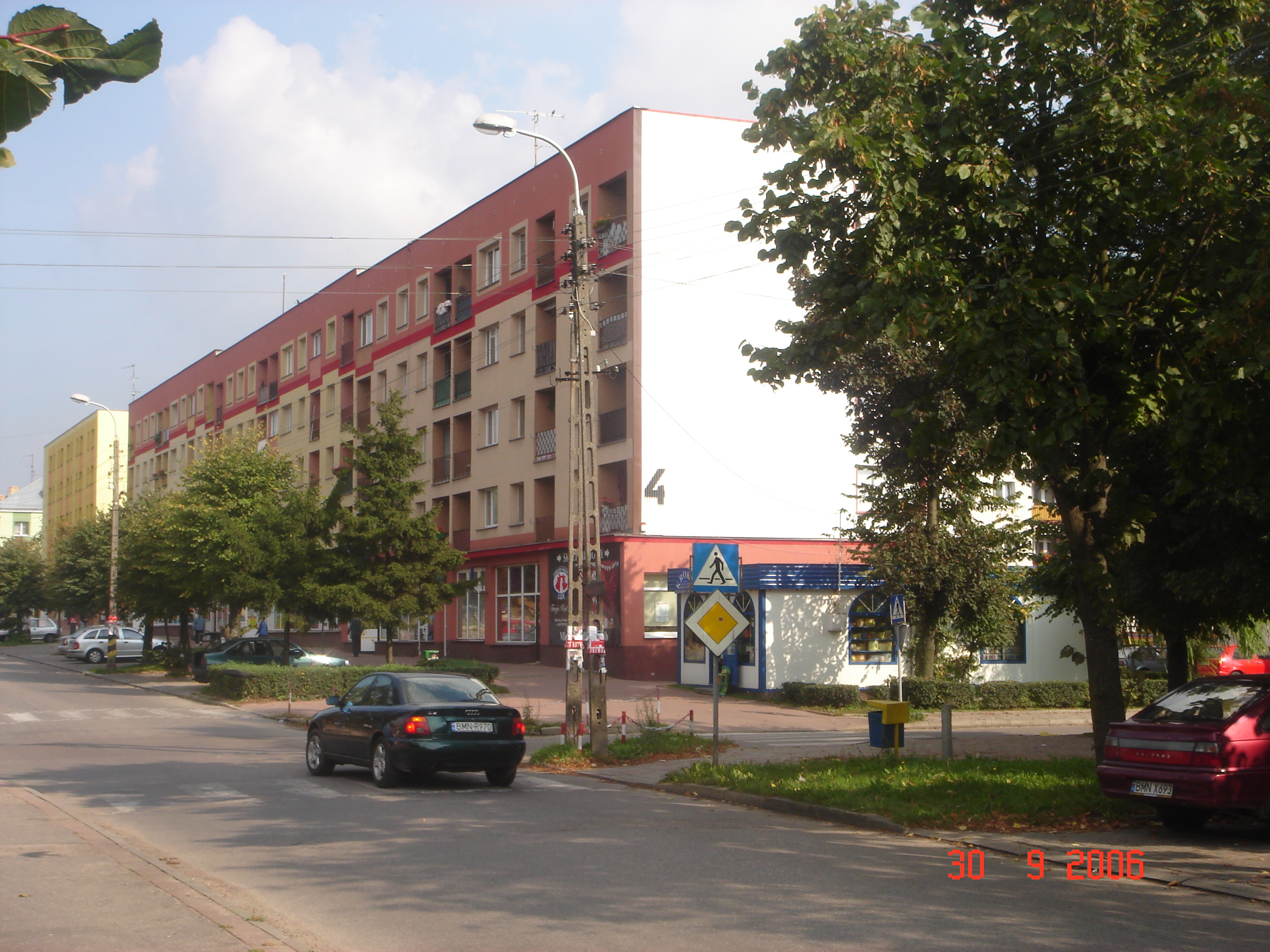
Centro da cidade

O arranjo espacial de Mońki pode ser considerado uma solução para uma cidade socialista exemplar. Não há mercado como ponto focal (o comércio ainda ocorre hoje em um mercado distante do centro). A rua principal da cidade é a avenida Niepodległości, perto da qual se encontram: o quartel-general da polícia do condado, correios, um dos edifícios do governo, monumentos e uma praça (em homenagem a Czesław Gartych) com uma fonte e quarteirões com espaço de serviço. Na parte noroeste, existem instalações industriais. Na zona norte da cidade, a habitação unifamiliar desenvolve-se, aproximando-se das aldeias vizinhas. A parte oriental da cidade é composta por um conjunto habitacional de quarteirões (o chamado Maliny), com um anfiteatro e um parque (o chamado Gaj). No sudeste existem edifícios claramente separados da antiga vila de Mońki, separados dos edifícios estritos da cidade. Um laticínio está localizado ao sul do centro. O sudoeste é dominado por casas unifamiliares, há um cemitério e instalações industriais e comerciais.

## Clima
O clima nesta área é temperado frio. Existe uma pluviosidade significativa ao longo do ano em Mońki. Mesmo nos meses mais secos há muita precipitação. Classificação climática Köppen-Geiger “Dfb”. A temperatura média anual é de 8,1 °C. em Mońki. A precipitação é de cerca de 712 mm.
Mońki está localizada no hemisfério norte. Os dias amenos de verão começam no final de junho e terminam em setembro. Este período abrange os meses: junho, julho, agosto, setembro.
| Dados climatológicos para Mońki | Dados climatológicos para Mońki | Dados climatológicos para Mońki | Dados climatológicos para Mońki | Dados climatológicos para Mońki | Dados climatológicos para Mońki | Dados climatológicos para Mońki | Dados climatológicos para Mońki | Dados climatológicos para Mońki | Dados climatológicos para Mońki | Dados climatológicos para Mońki | Dados climatológicos para Mońki | Dados climatológicos para Mońki | Dados climatológicos para Mońki |
| Mês                             | Jan                             | Fev                             | Mar                             | Abr                             | Mai                             | Jun                             | Jul                             | Ago                             | Set                             | Out                             | Nov                             | Dez                             | Ano                             |
| ------------------------------- | ------------------------------- | ------------------------------- | ------------------------------- | ------------------------------- | ------------------------------- | ------------------------------- | ------------------------------- | ------------------------------- | ------------------------------- | ------------------------------- | ------------------------------- | ------------------------------- | ------------------------------- |
| Temperatura máxima média (°C)   | −1,2                            | 0,4                             | 5,5                             | 12,7                            | 17,9                            | 21,1                            | 23,2                            | 22,6                            | 17,5                            | 11,1                            | 5,6                             | 1,3                             | 11,5                            |
| Temperatura média (°C)          | −3,3                            | −2,2                            | 1,7                             | 8,1                             | 13,5                            | 16,9                            | 19,2                            | 18,4                            | 13,7                            | 8,1                             | 3,7                             | −0,5                            | 8,1                             |
| Temperatura mínima média (°C)   | −5,7                            | −4,9                            | −2,2                            | 3,0                             | 8,2                             | 11,9                            | 14,6                            | 14,0                            | 9,9                             | 5,2                             | 1,6                             | −2,5                            | 4,4                             |
| Precipitação (mm)               | 47                              | 43                              | 46                              | 49                              | 69                              | 78                              | 90                              | 73                              | 65                              | 53                              | 48                              | 51                              | 712                             |
| Dias com precipitação           | 9                               | 8                               | 8                               | 8                               | 9                               | 9                               | 10                              | 9                               | 8                               | 7                               | 8                               | 8                               | 101                             |
| Umidade relativa (%)            | 85                              | 83                              | 77                              | 68                              | 67                              | 67                              | 71                              | 70                              | 75                              | 80                              | 87                              | 85                              | 71,3                            |
| Fonte: 2023-07-06               |                                 |                                 |                                 |                                 |                                 |                                 |                                 |                                 |                                 |                                 |                                 |                                 |                                 |

## Demografia
Conforme os dados do Escritório Central de Estatística da Polônia (GUS) de 31 de dezembro de 2024, Mońki é uma cidade pequena com uma população de 9 391 habitantes (14.º lugar na voivodia da Podláquia e 406.º na Polônia), tem uma área de 7,7 km² (31.º lugar na voivodia da Podláquia e 727.º lugar na Polônia) e uma densidade populacional de 1 226 hab./km² (4.º lugar na voivodia da Podláquia e 214.º lugar na Polônia). Nos anos 2002–2024, o número de habitantes diminuiu 12,7%.
Os habitantes de Mońki constituem cerca de 25,24% da população do condado de Mońki, constituindo 0,83% da população da voivodia da Podláquia.
| Descrição                         | Total      | Total   | Mulheres   | Mulheres | Homens     | Homens  |
| --------------------------------- | ---------- | ------- | ---------- | -------- | ---------- | ------- |
| unidade                           | habitantes | %       | habitantes | %        | habitantes | %       |
| população                         | 9 391      | 100     | 4 969      | 52,9     | 4 422      | 47,1    |
| superfície                        | 7,7 km²    | 7,7 km² | 7,7 km²    | 7,7 km²  | 7,7 km²    | 7,7 km² |
| densidade populacional (hab./km²) | 1 226      | 1 226   | 648,6      | 648,6    | 577,4      | 577,4   |

## Economia

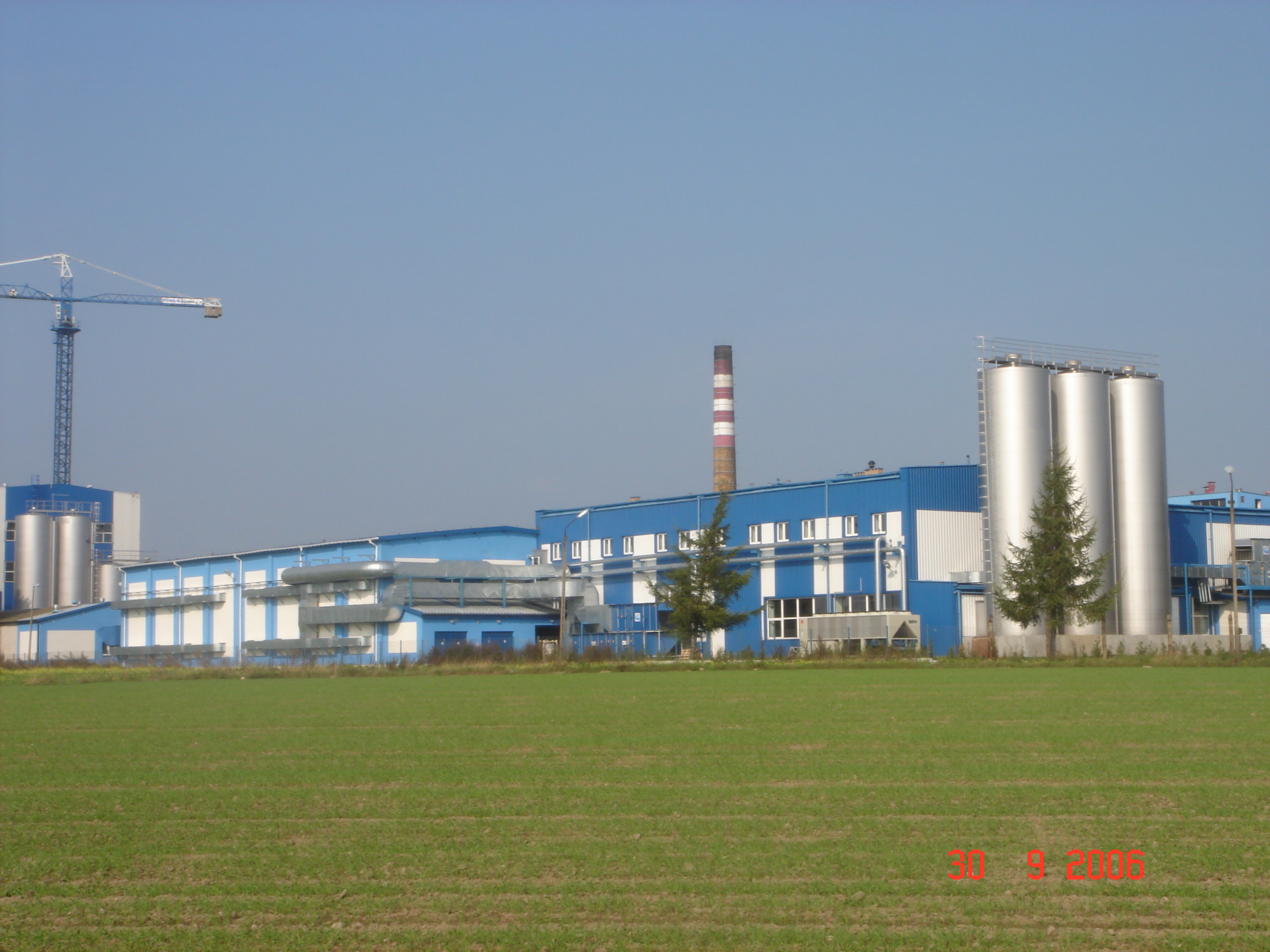
Indústria de laticínio em Mońki

A indústria alimentícia desenvolveu-se em Mońki e tem ligações com as fazendas do condado. A maior fábrica da cidade é a leiteria “MSM Mońki”, especializada na produção de queijos duros holandeses e suíços. Além disso, em Mońki e arredores ainda existem várias unidades industriais de menor dimensão, principalmente relacionadas com a indústria alimentícia (fábrica de maturação de queijo, padarias, frigoríficos). Os serviços e o comércio também são uma parte significativa da economia da cidade. A cidade tem o escritório da Agência de Reestruturação e Modernização da Agricultura. Em 1975, Mońki foi premiada com o título nacional de “Mestre em Economia”.
Durante a República Popular da Polônia, a maior fábrica foi a Unidade de Produção de Elementos Discretos “UNITRA” CEMI, fechada no início dos anos noventa.

## Transportes

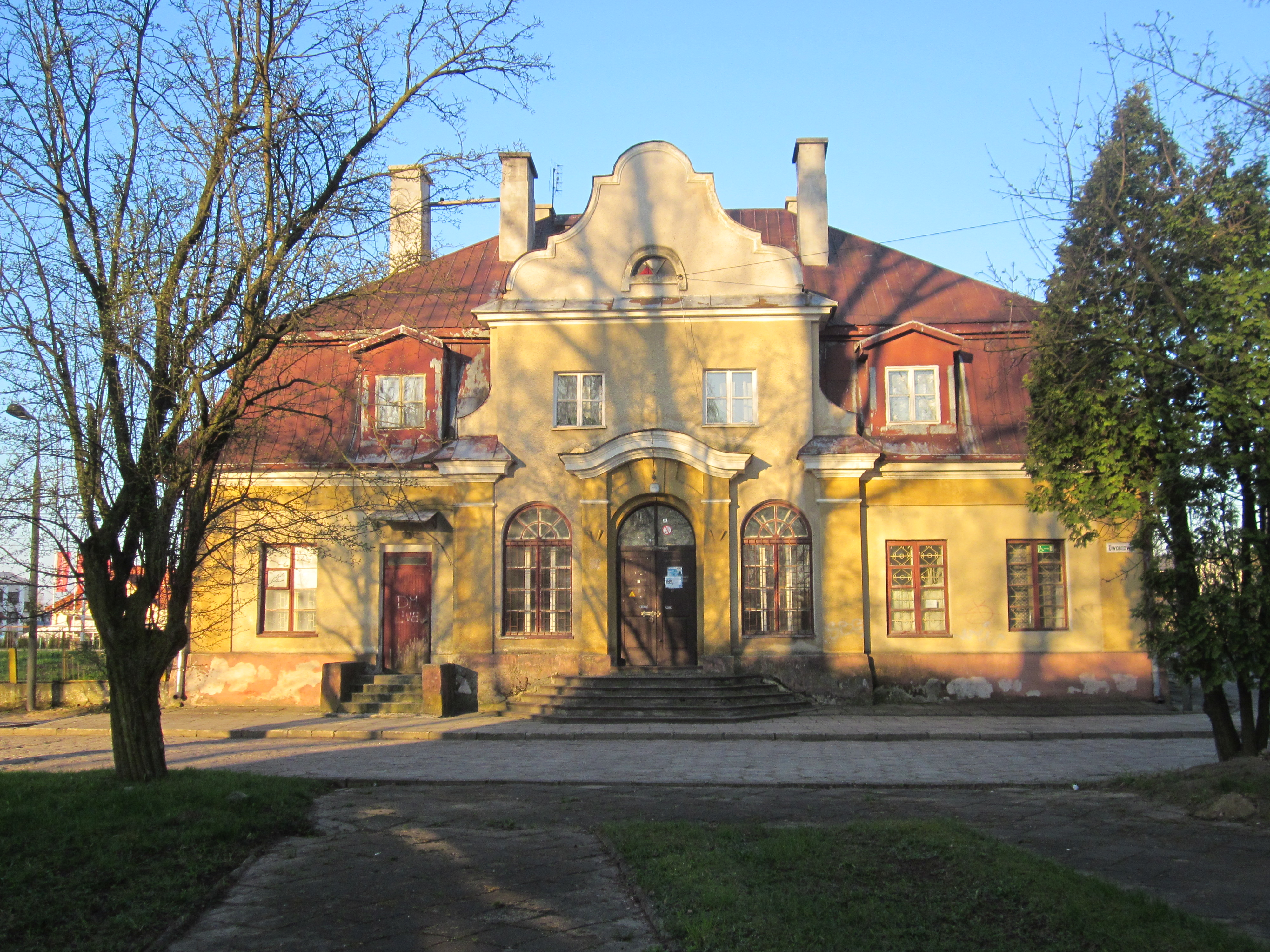
Estação ferroviária em Mońki

O desenvolvimento de Mońki esteve diretamente relacionado com a sua localização nas proximidades da linha ferroviária Białystok — Królewiec. As fontes indicam que a cidade tinha acesso a uma conexão de ônibus já no período entre guerras.
A estrada nacional n.º 65, que liga Mońki a Grajewo, Knyszyn e Białystok, atravessa a cidade pelas ruas Białostocka e Ełcka. As estradas do condado conectam-se com as sedes das comunas do condado: Trzcianne, Goniądz, Krypno Kościelny e Jaświły.

### Transporte de ônibus
Perto da estação ferroviária, há uma estação de ônibus. Mońki é conectada por linhas de ônibus, principalmente pela empresa PKS Białystok e a privada Kurier Jankowski (para Goniądz e via Knyszyn para Białystok). Linhas simples também são servidas por outras empresas.

### Transporte ferroviário
A linha ferroviária n.º 38 passa por Mońki, ao longo da qual existem trens de passageiros de Białystok para Ełk, bem como trens de longa distância.

## Educação
A primeira escola já existia antes da Segunda Guerra Mundial, com mais de duzentos alunos previstos para frequentar. Durante a ocupação soviética havia a chamada Escola Secundária Incompleta, enquanto depois que os alemães ocuparam o vilarejo, foi organizada uma educação secreta.
Há várias instituições educacionais em Mońki, desde a pré-escola até o ensino médio. Estes incluem um jardim de infância do governo local e um jardim de infância particular.
Há também duas escolas primárias:
- Escola primária n.º 1 Jan Pawła II (antiga Escola primária n.º 3) na rua Planetarna 13. Com a escola de música de primeiro nível, elas formam um complexo escolar.
- Escola primária n.º 2 Jan Kochanowski (antiga Escola primária n.º 1) na rua Tysiąclecia.

Em 1999, no lugar da antiga Escola primária n.º 1 Mikołaj Kopernik (localizada na rua Leśna), foi criada uma escola secundária (atualmente o prédio pertence à Escola primária n.º 2). A única escola secundária pública é o Complexo Escolar Geral e Profissional, composto pela escola de ensino médio Cyprian Kamil Norwid (localizado no centro da cidade, rua Tysiąclecia) e o Complexo Escolar Profissional (na rua Szkolna). Existe também um Centro de Educação MENTOR privado, que inclui: ginásio e escola secundária geral, escola secundária para adultos e Centro de Formação de Professores da Podláquia.
Há uma Biblioteca Pública na cidade e sua filial para crianças e jovens, bem como uma filial da Biblioteca Pedagógica do CEN em Białystok.

Educação em Mońki
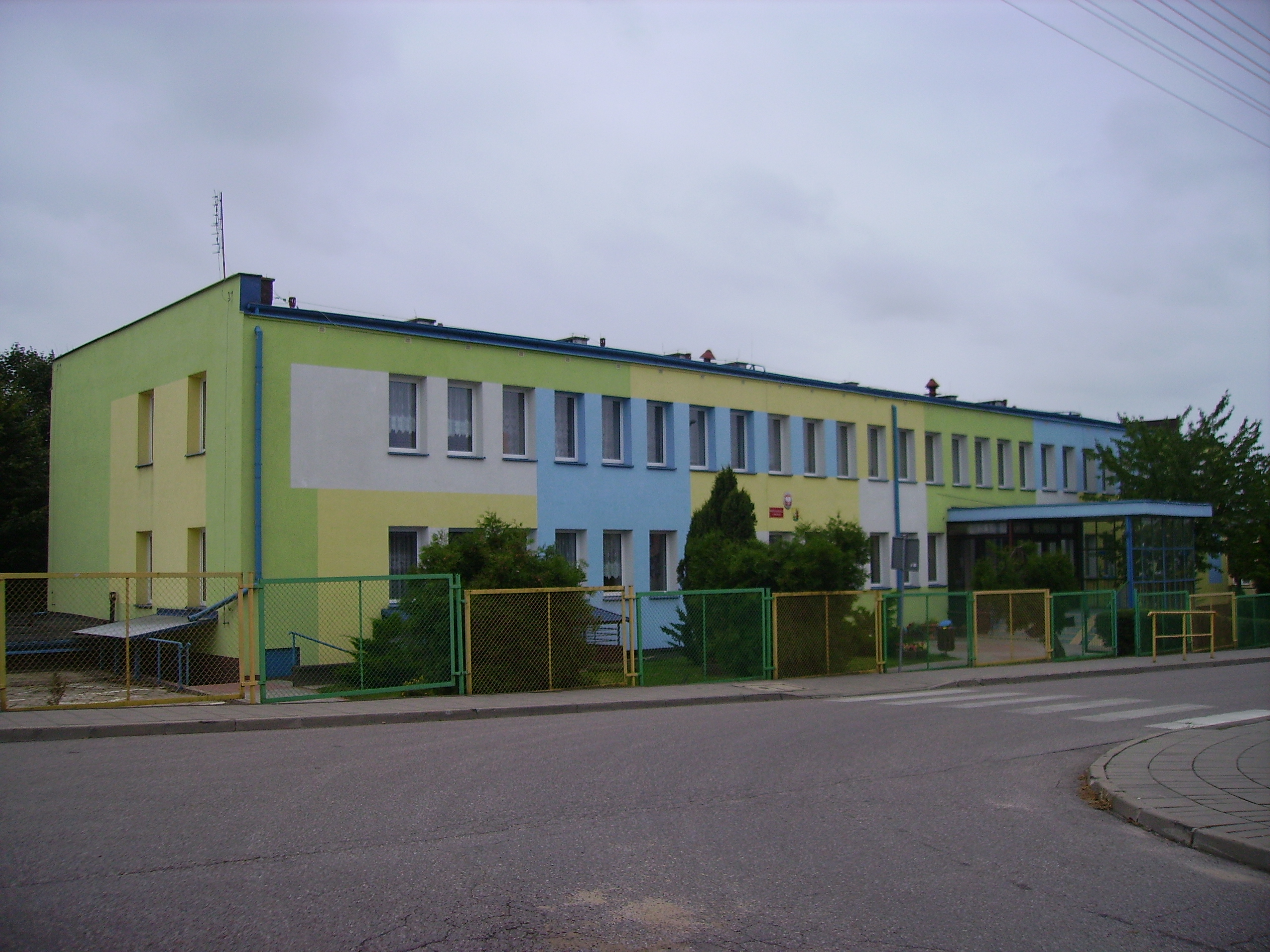
Jardim de infância do governo local
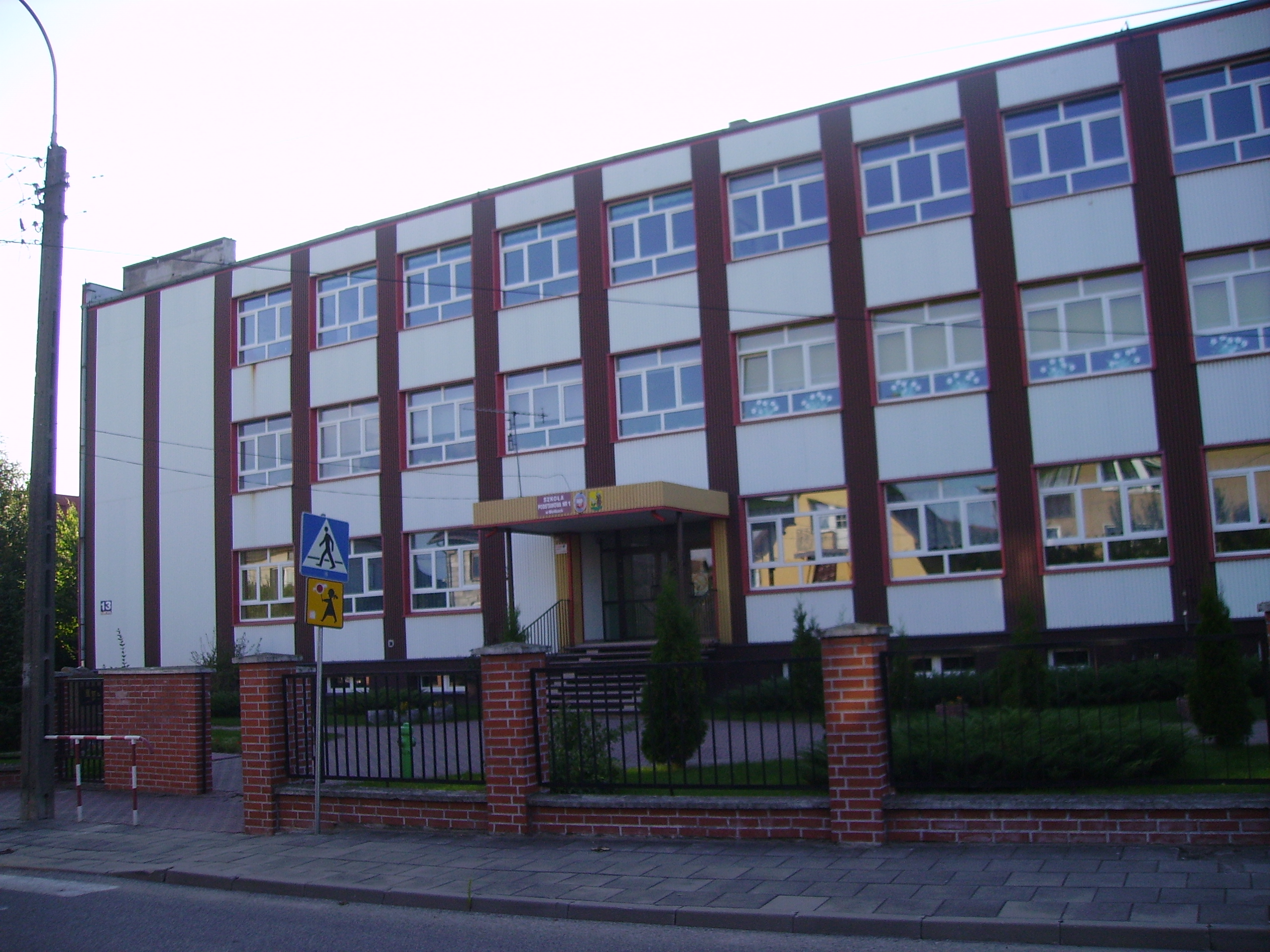
Escola Primária n.º 1
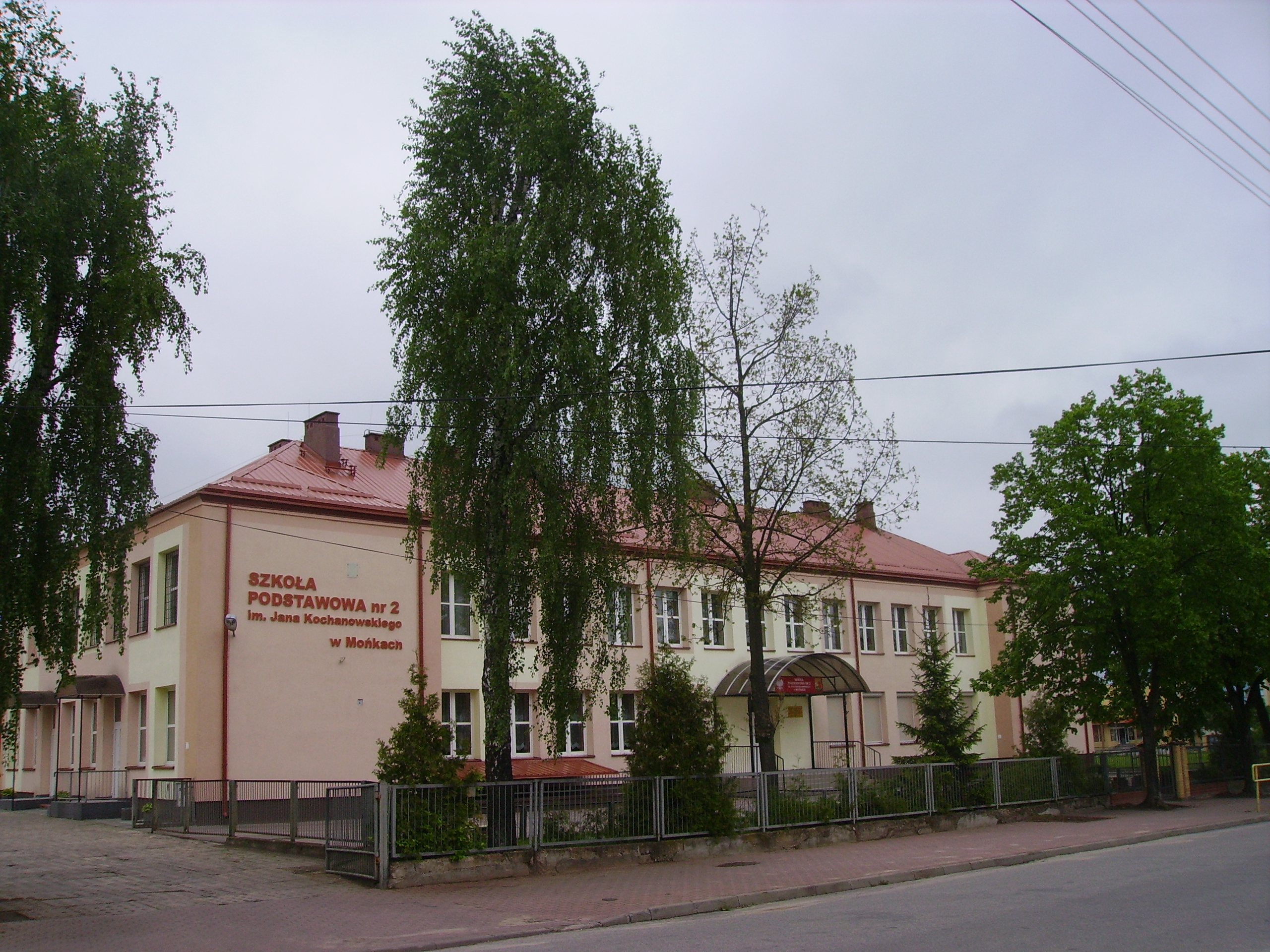
Escola Primária n.º 2
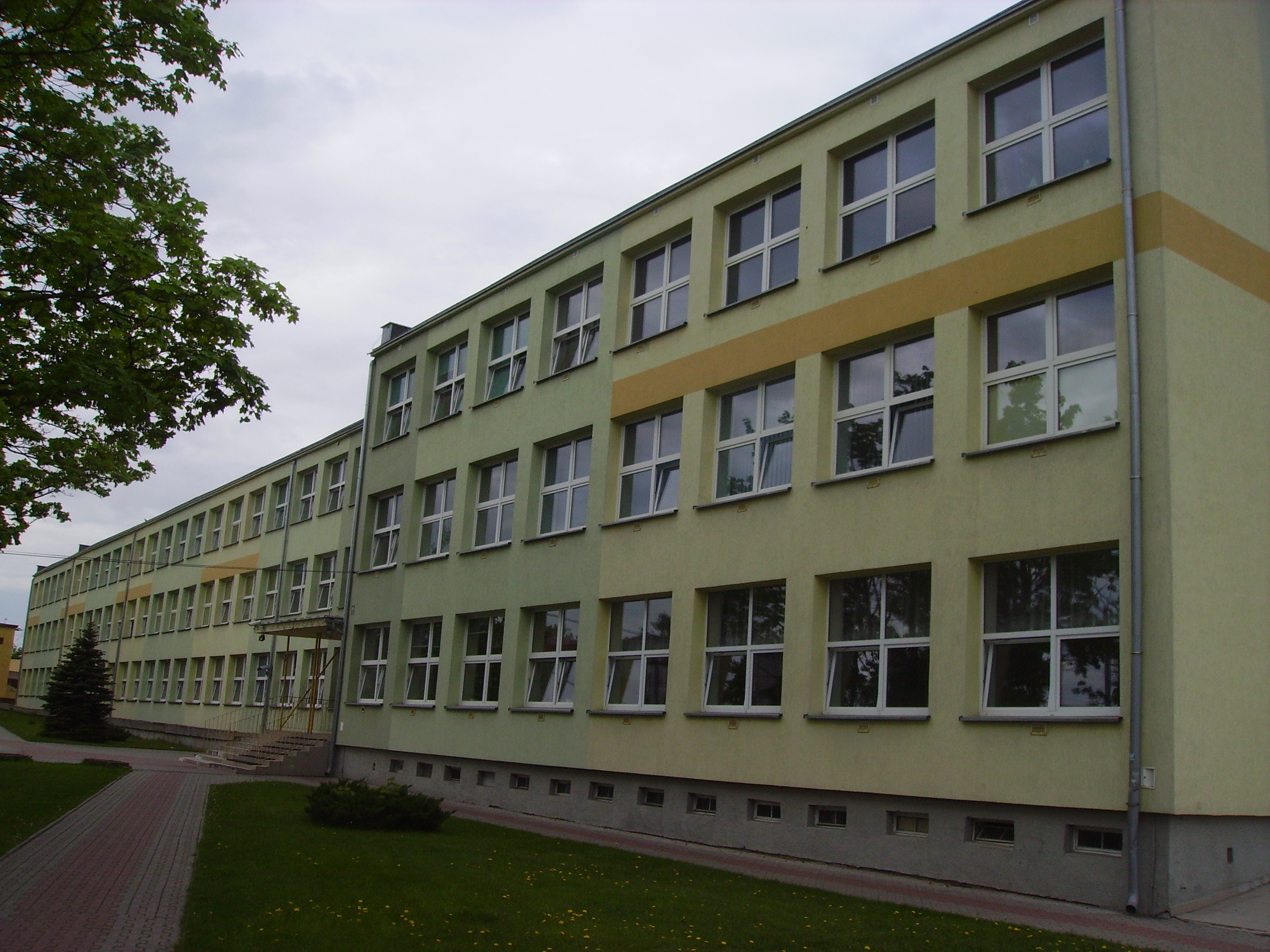
Escola secundária em Mońki
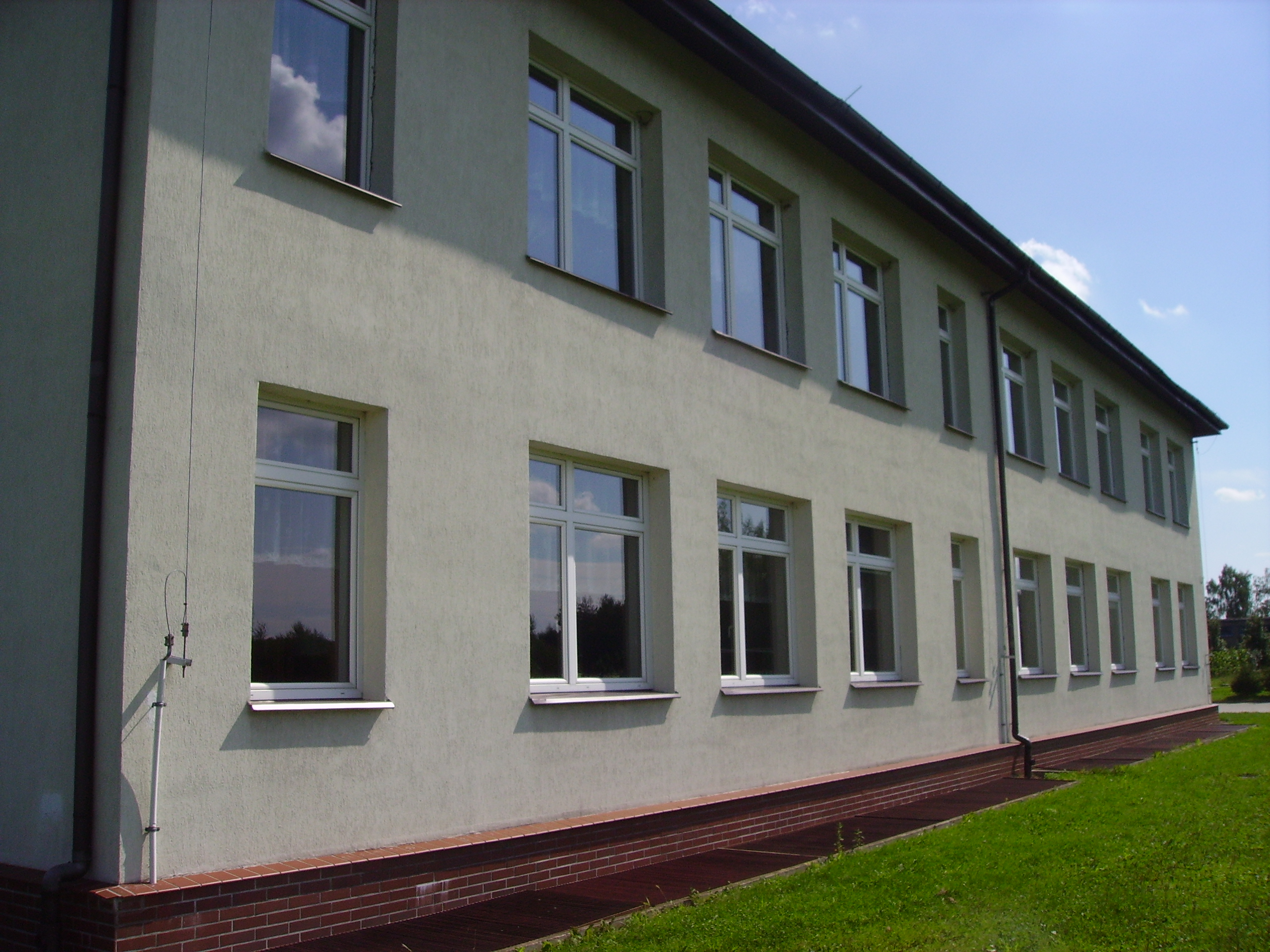
Complexo de Escolas Gerais e Vocacionais
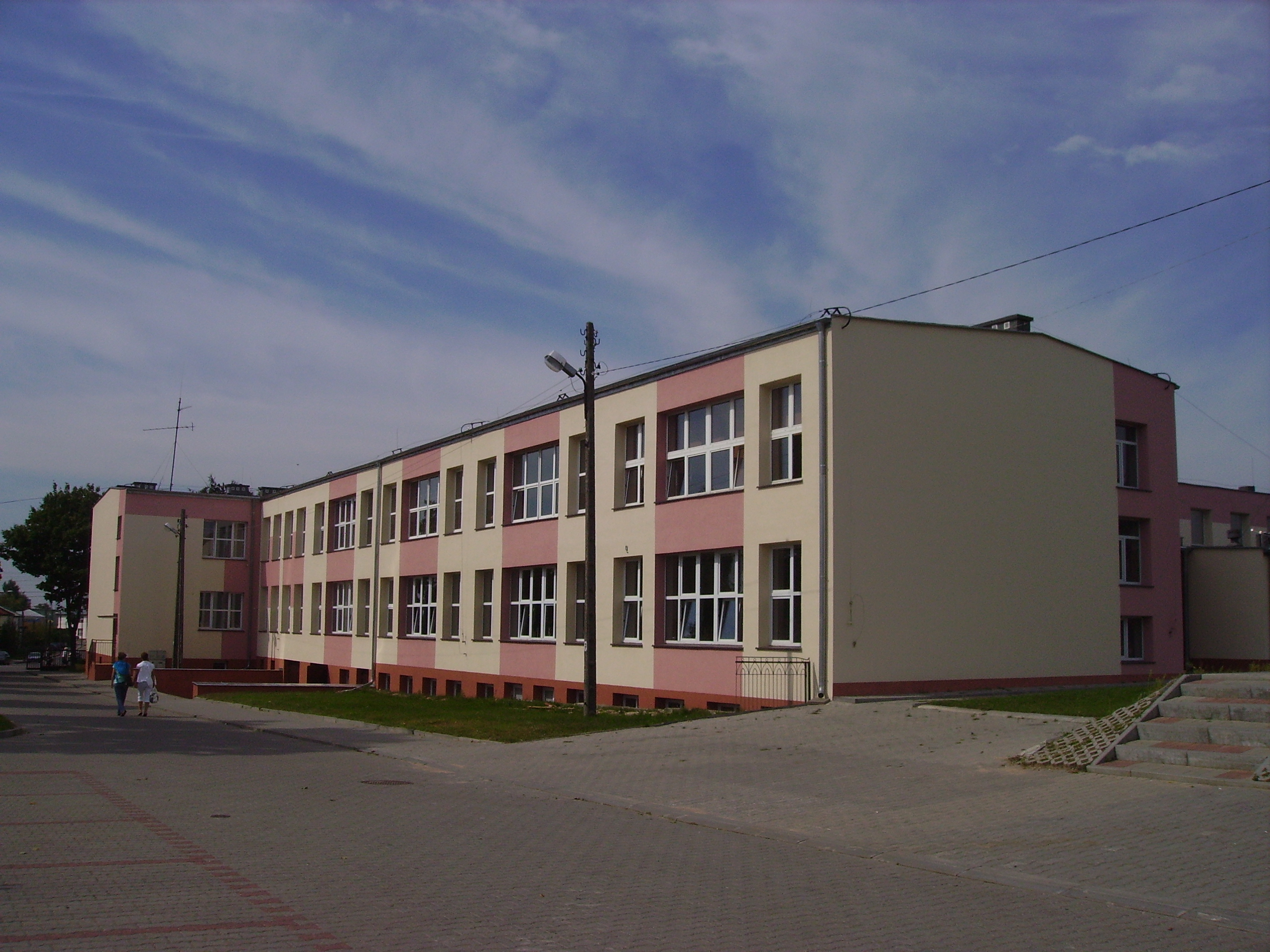
Escola de Ensino Médio

## Cultura

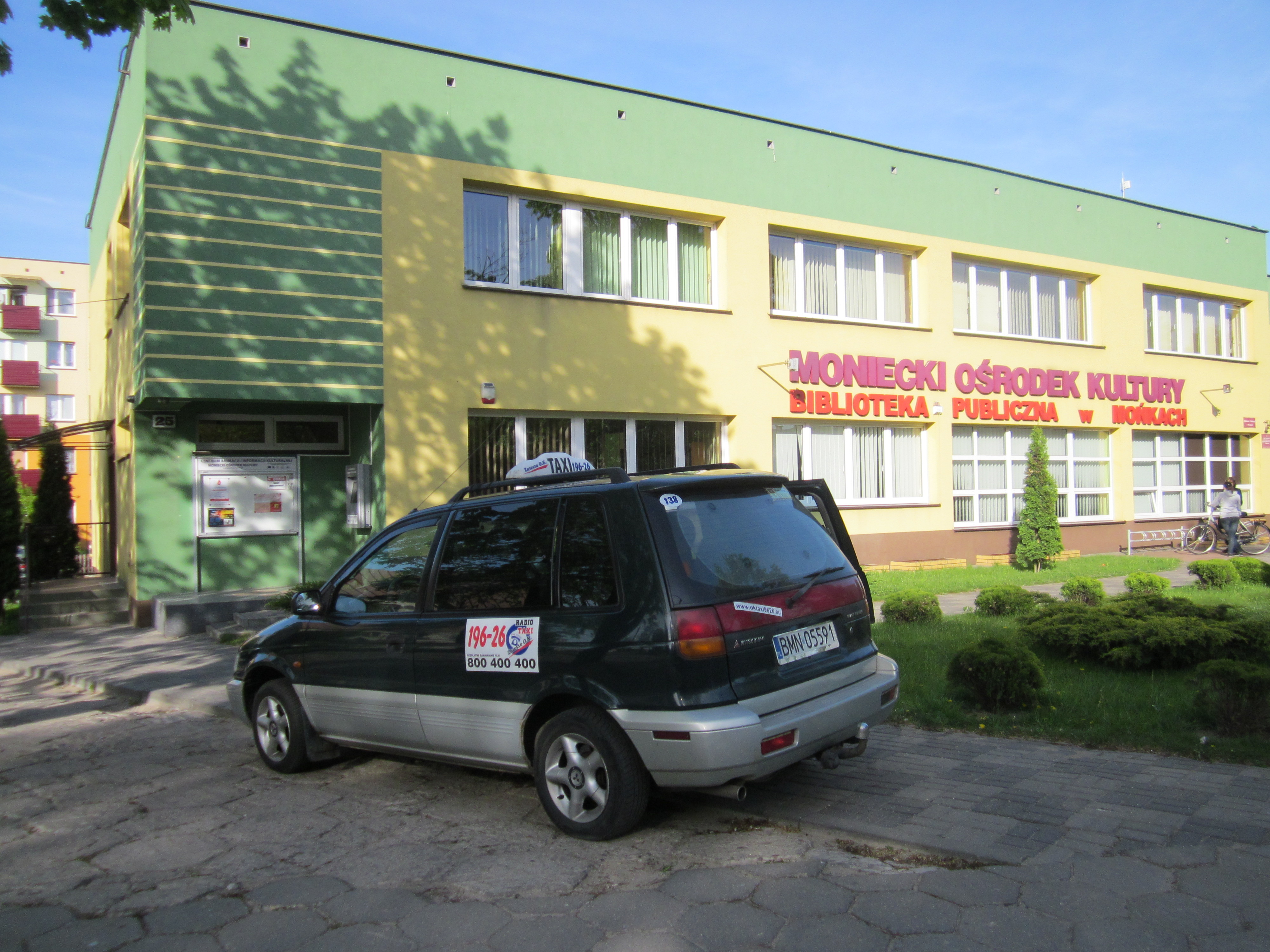
MOK — Centro Cultural de Mońki

Há um anfiteatro em Mońki, onde acontecem a maioria dos eventos e concertos ao ar livre. A organização de eventos culturais e atividades em curso nesta área é da responsabilidade do Centro Cultural de Mońki. Alguns deles são o anual “Dias de Mońki”, “Dobre Granie” — o Festival de Música Cristã e o “Revisão Provincial de Poesia Cantada Jacek Kaczmarski”.

## Esporte e lazer

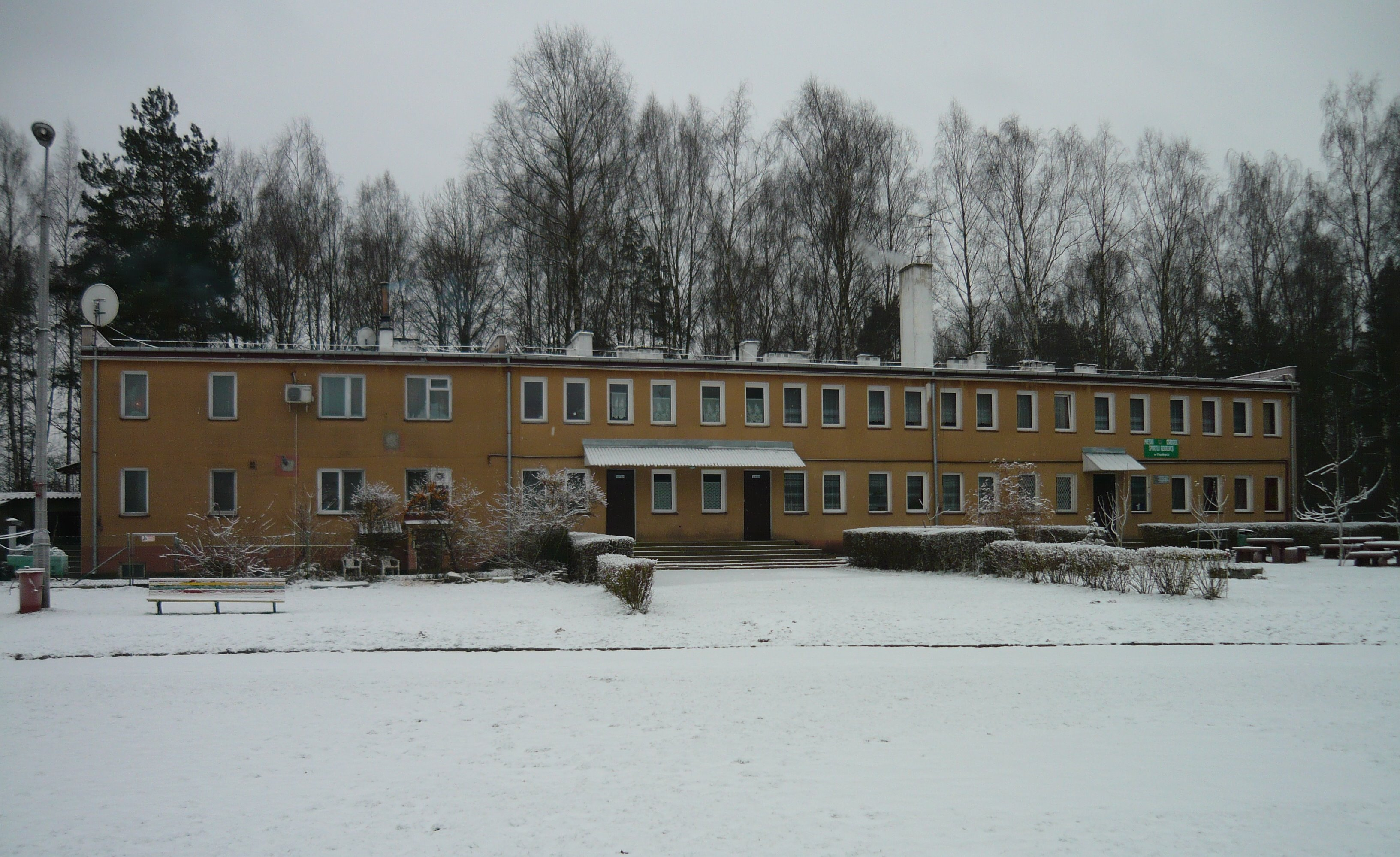
Edifício do clube Promień Mońki

Uma piscina coberta está em funcionamento desde 2006, substituindo a anterior. Em 2009, foram colocados em funcionamento dois campos desportivos — um multifuncional no âmbito do programa “Orlik 2012” (11 de maio), e outro do programa “Blisko — Boisko” (25 de junho).
O Ludowy Klub Sportowy Promień Mońki, fundado em 14 de março de 1963, manda seus jogos no estádio local do Centro desportivo e recreativo. Atualmente, ele joga na quarta liga de futebol, no grupo da Podláquia. As cores do clube são: amarelo, vermelho e verde.
Em 2007 foi fundado o Clube Esportivo Interescolar GIM-NET. Desde 2002, as Corridas de Rua da Primavera são realizadas anualmente na cidade.

## Religião

### Comunidades religiosas

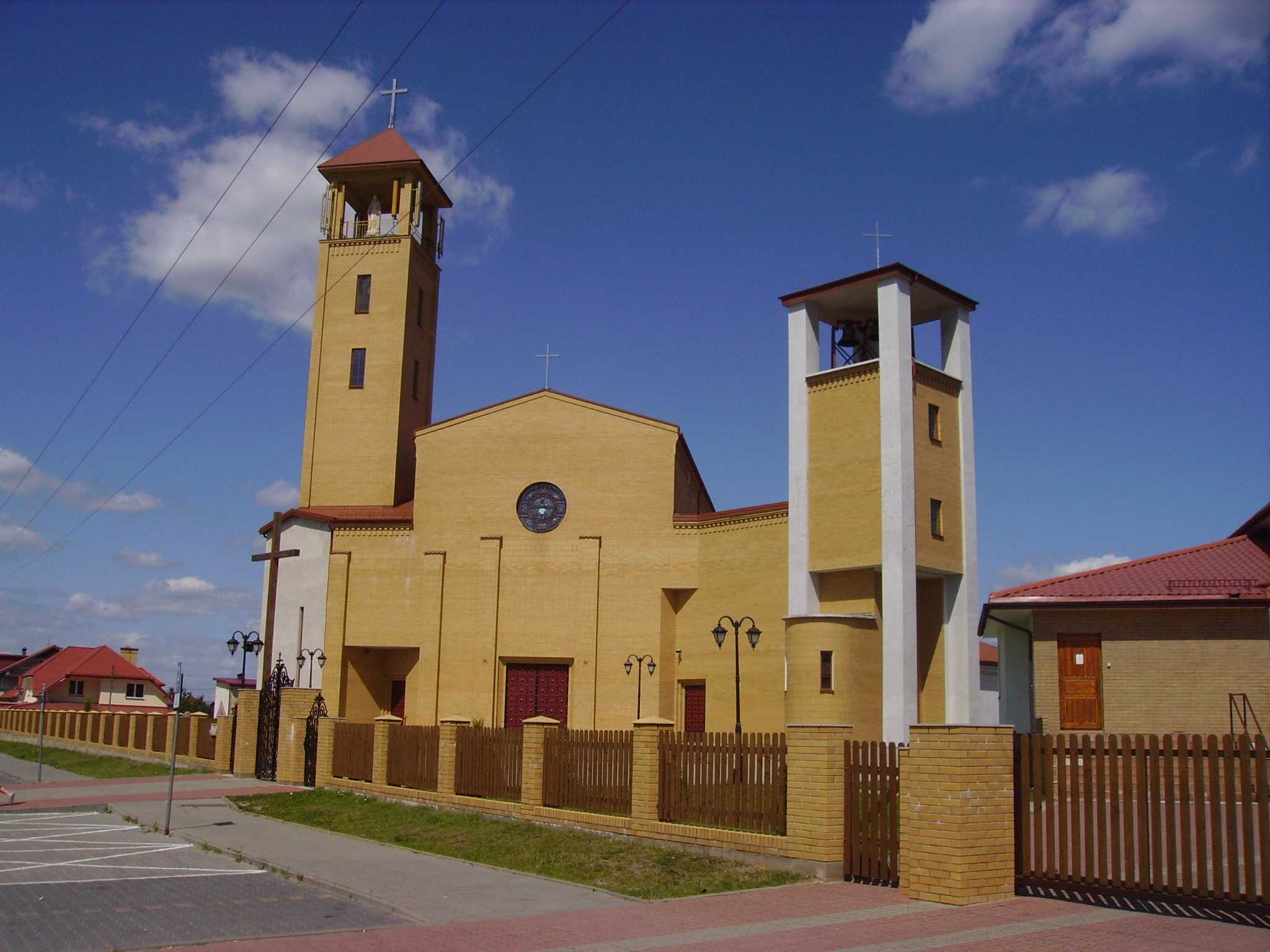
Igreja Beato Albert Chmielowski

As seguintes associações religiosas realizam atividades na cidade:

#### Igreja de Deus em Cristo
- Centro cristão “Emmanuel”[20]

#### Igreja Católica de Rito Latino
Mońki é a capital da forania de Mońki, existem 2 paróquias na cidade:
- Paróquia de Nossa Senhora de Częstochowa e São Casimiro. Existe também uma casa de religiosas de Santa Teresa do Menino Jesus.[22]
- Paróquia Beato Albert Chmielowski[23]

| Período     | Unidade administrativa    |
| ----------- | ------------------------- |
| ... – ...   | Diocese de Plock          |
| ... – 1798  | Diocese de Vilnius        |
| 1798 – 1808 | Diocese de Wigry          |
| 1808 – ...  | Mogilevskaya              |
| 1849 – 1925 |                           |
| 1925 – 1992 | Arquidiocese de Vilnius   |
| 1992 – ...  | Diocese de Białystok      |
| ... – ...   | Arquidiocese de Białystok |

## Monumentos comemorativos
- Monumento “Glória aos que morreram pela liberdade e pela pátria” no parque entre as ruas Niepodległości e Wyzwolenia
- Monumento à memória dos combatentes, dos mortos e do sofrimento durante a Segunda Guerra Mundial por ocasião do 60.º aniversário do evento, na praça da cidade, nas ruas Niepodległości e Wyzwolenia
- Monumento ao papa João Paulo II na igreja de Nossa Senhora de Częstochowa e São Casimiro.
- Monumento ao “Solidariedade” na rua Ełcka
- Pedra memorial com uma placa por ocasião do 90.º aniversário do papa João Paulo II, na Escola Primária n.º 1
- Pedra memorial com uma placa comemorativa da formação do condado e a construção da rua principal de Mońki (antiga Manifestu Lipcowego), na praça da cidade, no cruzamento das ruas Niepodległości e Tysiąclecia
- Placa comemorativa da restauração do governo local no edifício da rua Słowacki
- Placa comemorativa do 100.º aniversário da reconquista da independência

Praças e monumentos em Mońki
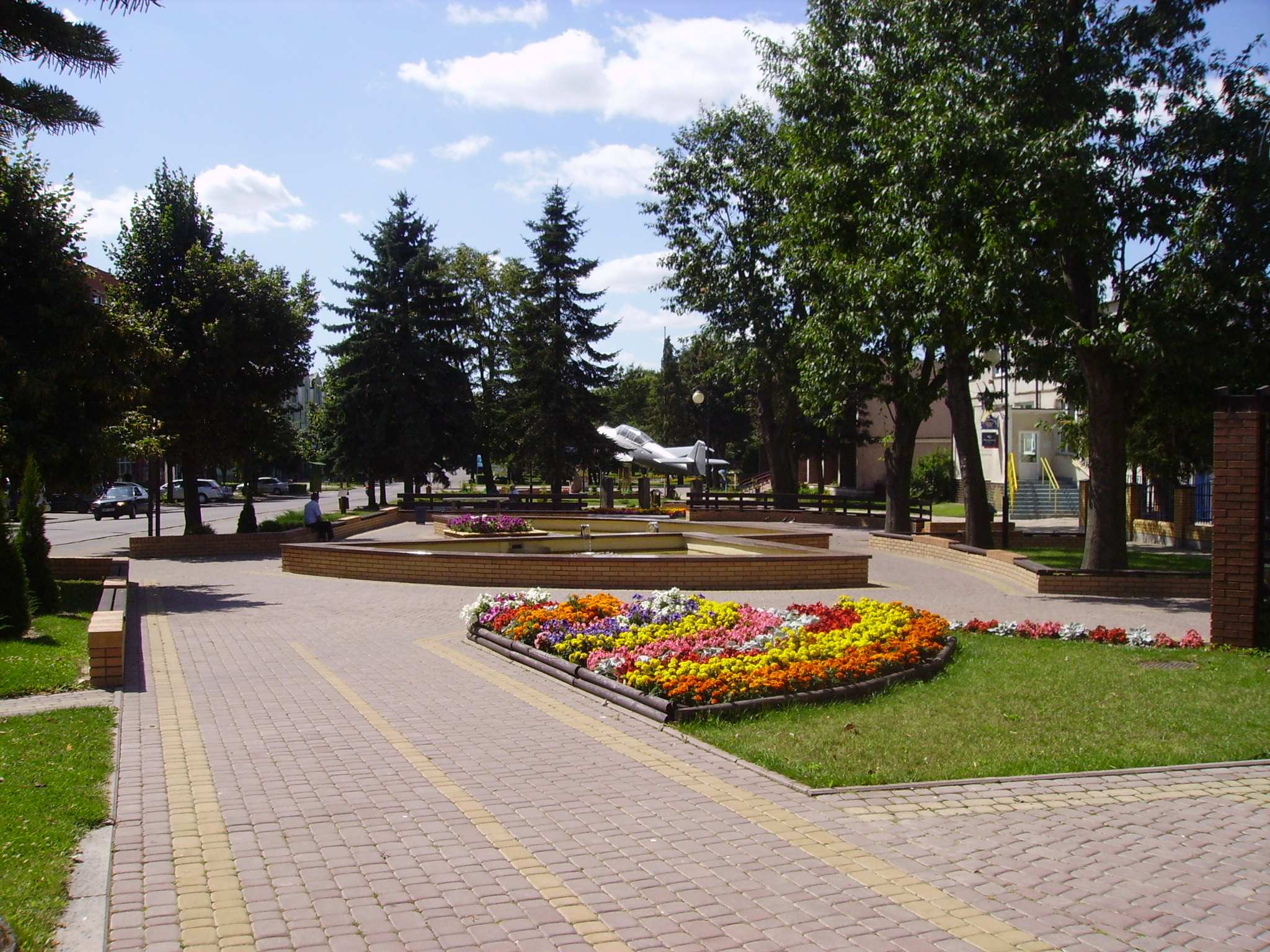
Parque — praça sul
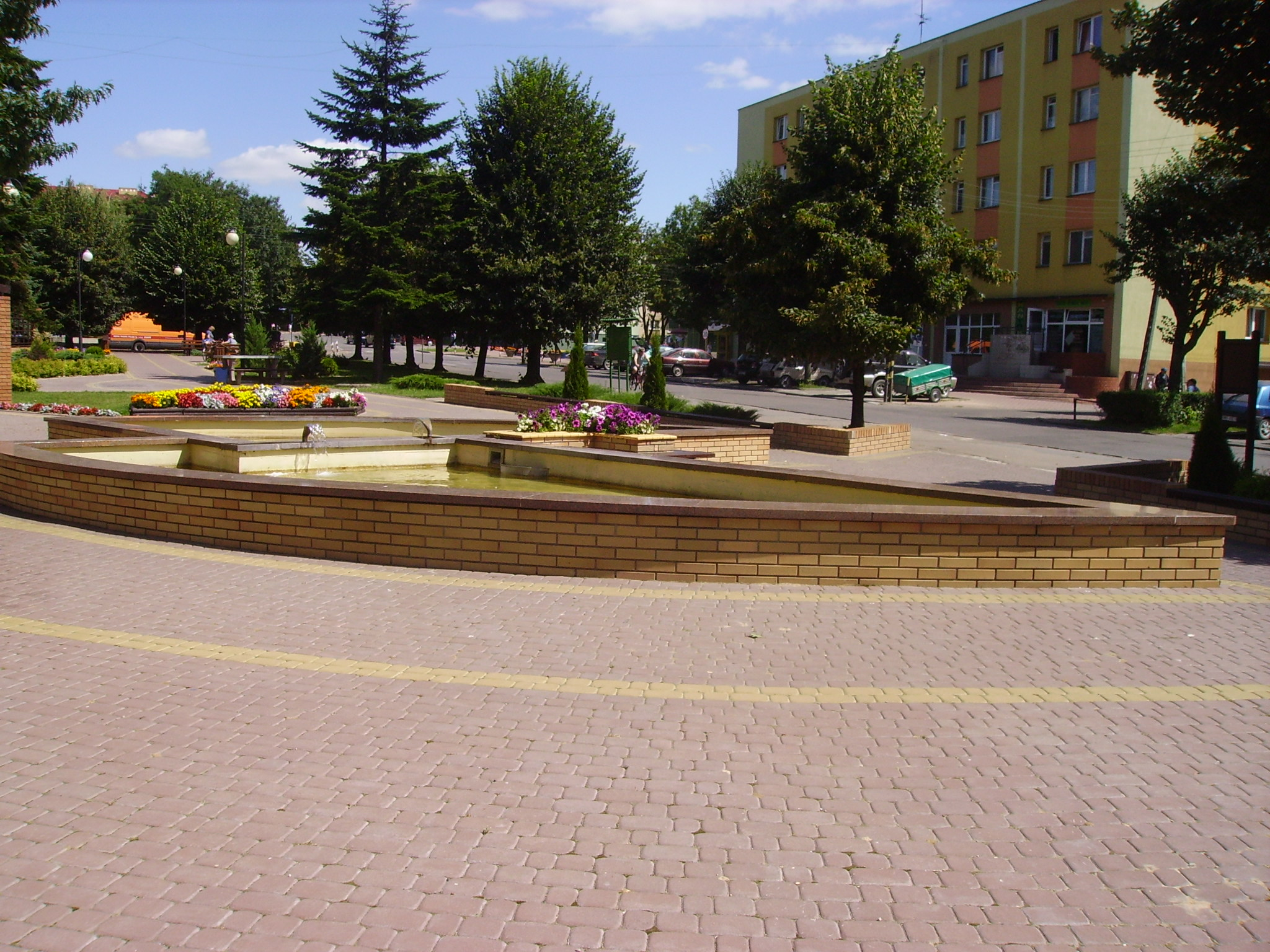
Praça norte — a fonte
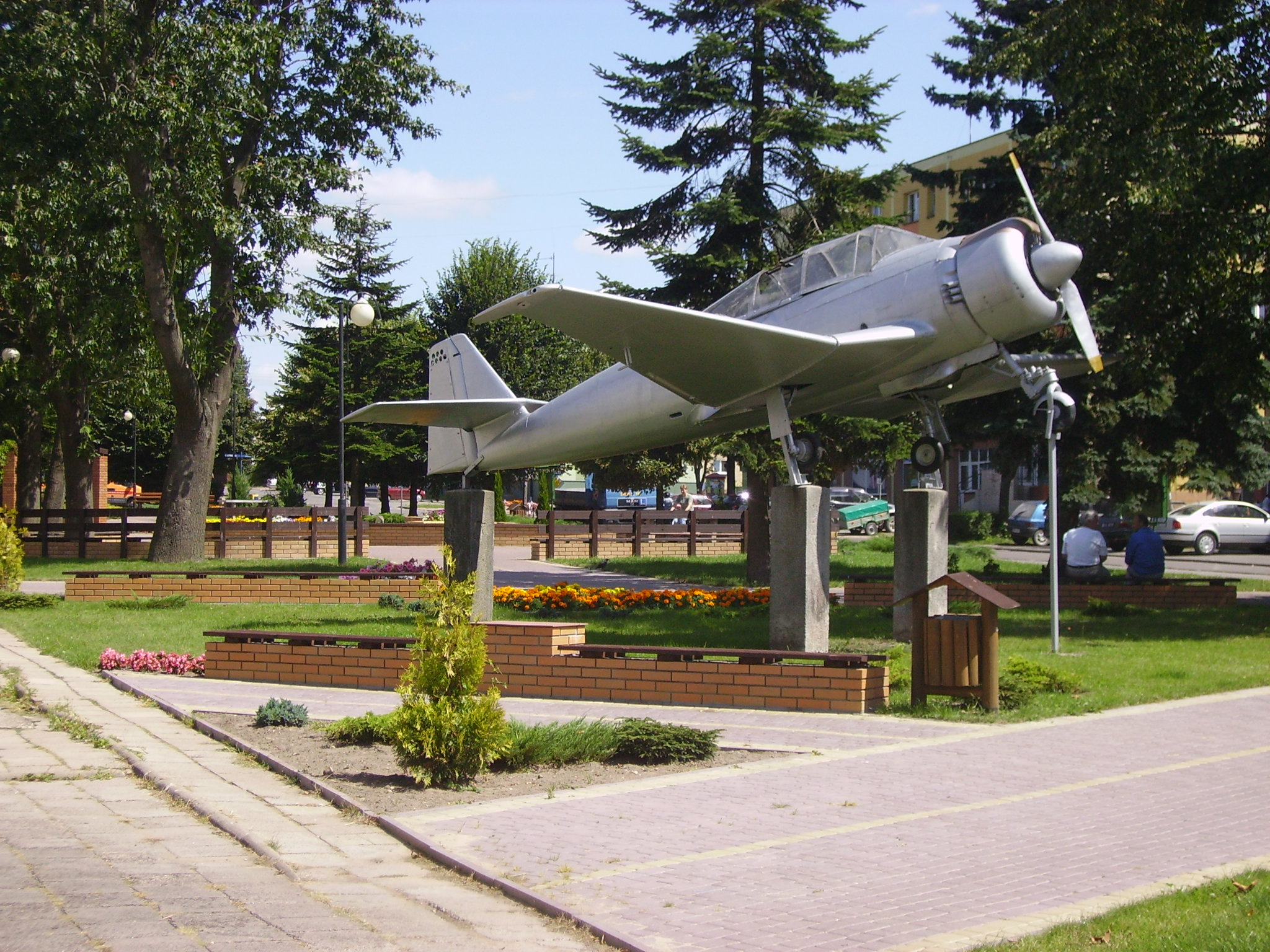
Aeronave PZL TS-8 Bies, anteriormente na avenida Niepodległości
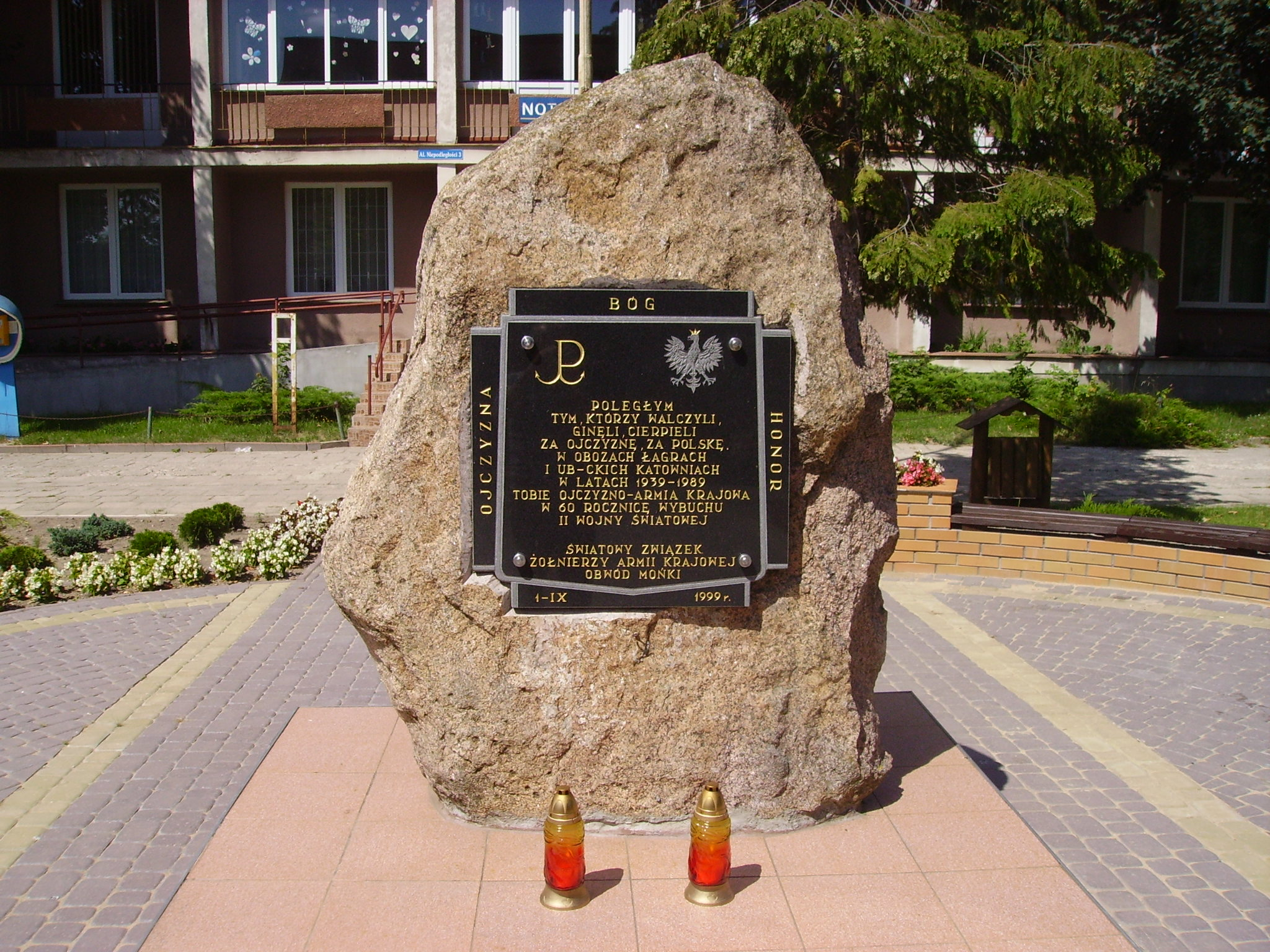
Monumento dedicado aos soldados do Exército da Pátria
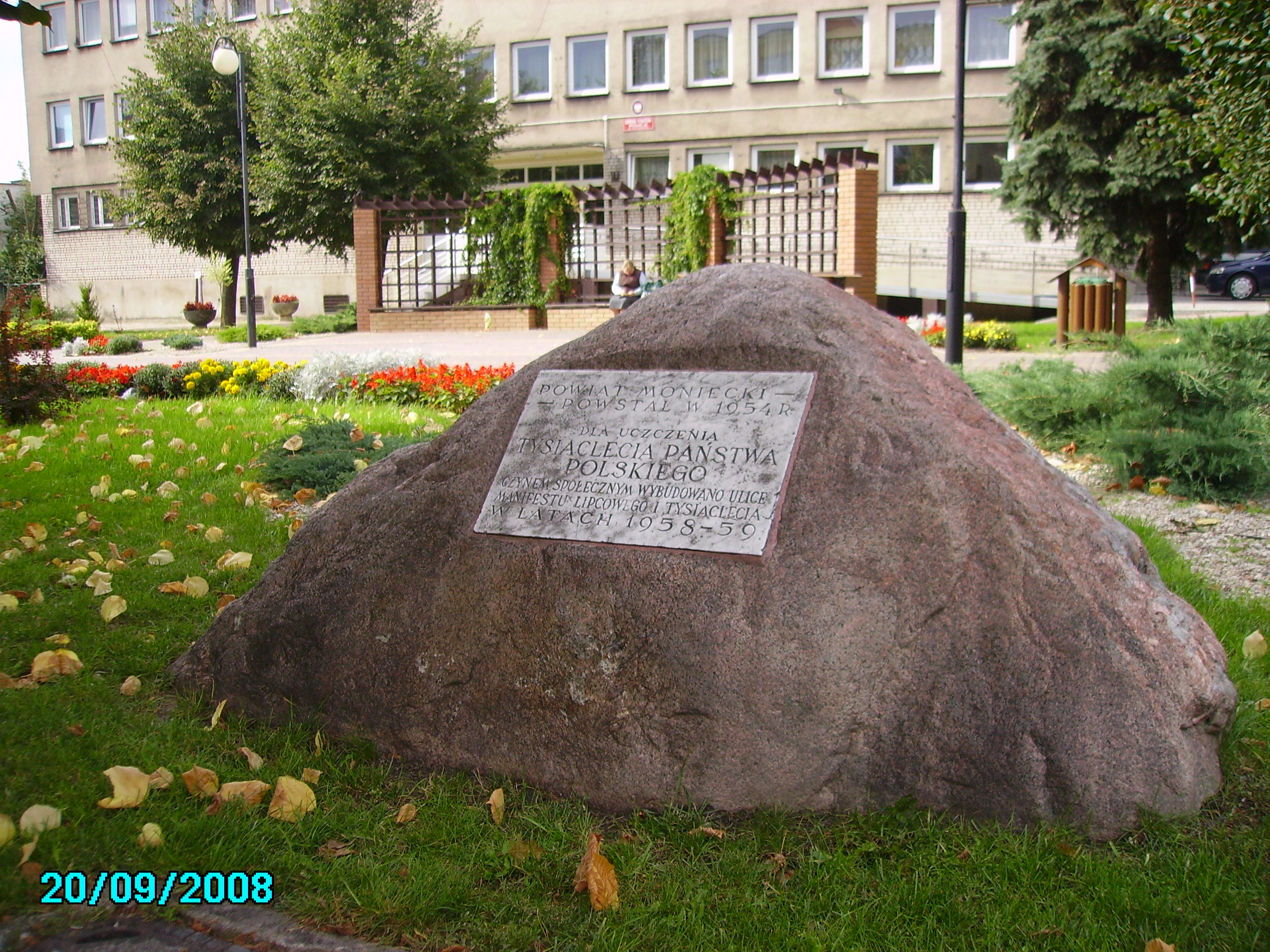
Monumento comemorativo da formação do condado em 1954
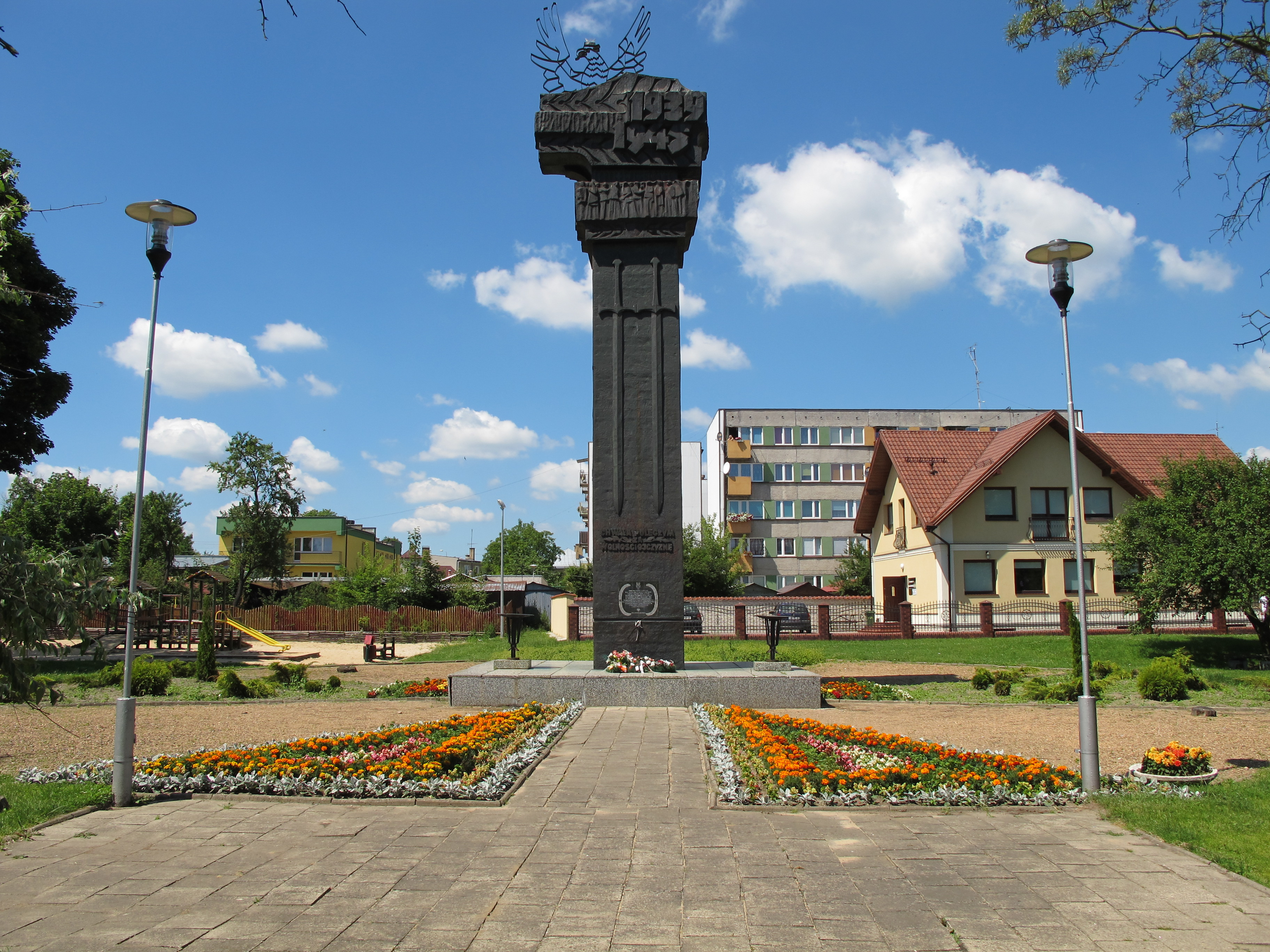
Monumento − Glória aos mortos pela Liberdade e Pátria

## Política

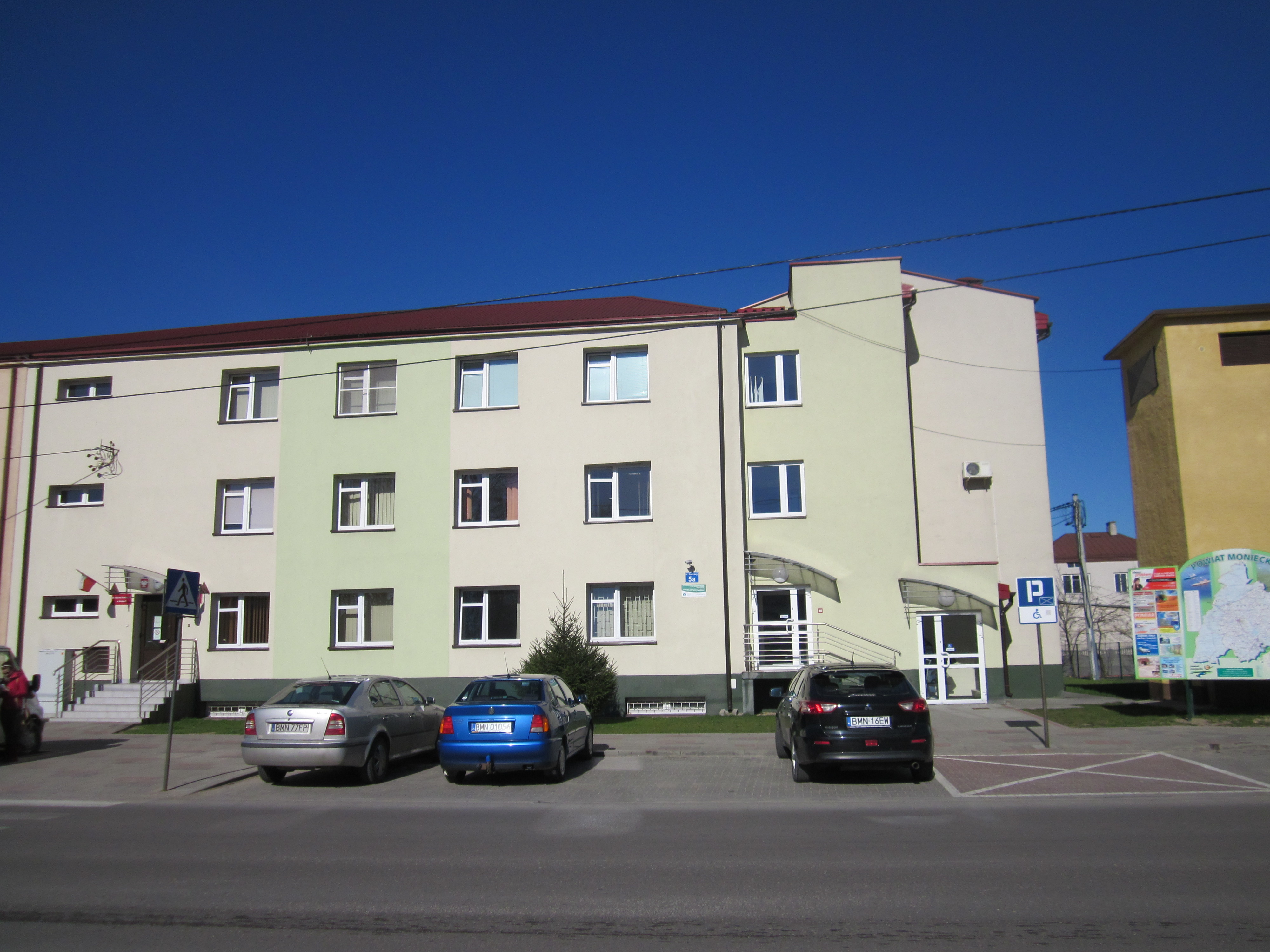
Escritório Distrital em Mońki

### Governo local
Desde a restauração do governo local na Polônia, Mońki tem sido a sede de uma comuna urbano-rural e desde 1999 — também de um condado.
Nas eleições do governo local de 2010, 10 vereadores (de 15) foram eleitos da cidade.

## Atrações turísticas
- Armazém ferroviário por volta de 1905
- Estação ferroviária da década de 1930
- Igreja de Nossa Senhora de Częstochowa e São Casimiro em Mońki
- Nas proximidades — o assentamento de Osowiec-Twierdza, no qual estão localizados o Parque Nacional Biebrza e os restos da Fortaleza de Osowiec do século XIX.
- Trilha de bicicleta em torno de Mońki: Mońki — Sikory — Kalinówka Kościelna — Przytulanka — Mońki